# K-550 Alexandre Nevski
Pour les articles homonymes, voir Alexandre Nevski.
L'Alexandre Nevski (pennant number : K-550), en russe : Александр Невский, est un sous-marin nucléaire lanceur d'engins de quatrième génération (projet 955A ou classe Boreï) de la marine russe. Nommé d’après le saint russe Alexandre Nevski, le sous-marin a été mis sur cale en mars 2004 et devait être lancé en 2009. Cependant, des problèmes budgétaires et des échecs répétés de l’arme principale du sous-marin, le missile mer-sol balistique stratégique R-30 Boulava, ont repoussé la date de lancement. Les responsables russes ont cependant affirmé que le sous-marin avait été achevé à temps et même en avance sur le calendrier.

## Construction
Le sous-marin devait sortir de son hall de construction le 30 novembre 2010. Cela été reporté au mois de décembre en raison du mauvais temps, selon le service de presse du chantier naval.
Le 2 décembre 2010, le sous-marin a été déplacé de son hall de construction vers le dock flottant et il sera lancé à une date ultérieure inconnue. Le sous-marin a été inspecté par le Premier ministre russe, Vladimir Poutine, le 13 décembre 2010. Avec un coût estimé à 23 milliards de roubles (environ 900 millions de dollars), le nouveau sous-marin ne présente pas de différences significatives par rapport au navire de tête de la classe, le Iouri Dolgorouki.
Le sous-marin a commencé ses essais en mer le 24 octobre 2011. Il était prévu de lancer le premier SLBM depuis l'Alexandre Nevski en 2012.
Le sous-marin est entré en service le 23 décembre 2013,.

## Engagements
L'Alexandre Nevski, le deuxième navire de la classe Boreï, a été mis en service dans la marine russe, a déclaré une source du ministère de la Défense russe à l’agence de presse TASS le 14 avril 2015. Le sous-marin a passé avec succès tous ses essais, y compris le tir d’essai de ses missiles mer-sol balistiques stratégiques (sigle MSBS) - en anglais sigle SLBM, Bulava,.
L'Alexandre Nevski a été transféré de la flotte du Nord à la flotte du Pacifique et il est arrivé le 30 septembre 2015 dans le port de Vilioutchinsk, dans la péninsule du Kamtchatka.
Le 10 octobre 2016, le K-550 avait atteint la partie russe de la mer du Japon. Il a fait surface près d’une minuscule embarcation de pêche russe, manquant de couler le bateau et son équipage de deux pêcheurs. Ils ont filmé leur rencontre avec le K-550 et leur vidéo est devenue virale en Russie et a fait la une des journaux du monde entier. En novembre 2016, le K-550 a terminé une patrouille.
À la fin de l’année 2019, il a été heurté par l'Omsk lors d’exercices de simulation de combat.
En septembre 2020, il a terminé une nouvelle patrouille.